# Парламентские выборы в Британском Гондурасе (1961)
Парламентские выборы в Британском Гондурасе прошли 26 марта 1961 года. После введения конституционной поправки число избираемых мест парламента было увеличено с 9 до 18, в то время как ещё 5 членов назначались губернатором, а два были должностными лицами. В результате правящая Народная объединённая партия вновь выиграла все избираемые места парламента, получив 18 депутатов.
Партия национальной независимости, основанная в 1958 году в результате слияния двух основных оппозиционных партий, Гондурасской партии независимости и Национальной партии, впервые участвовала в выборах. Также впервые участвовала в выборах Христианско-демократическая партия, сформированная бывшими членами Народной объединённой и Национальной партиями. Однако ни одна из новых партий не смогла выиграть места парламента.

## Результаты
| Партия                               | Голоса | %     | Места |
| ------------------------------------ | ------ | ----- | ----- |
| Народная объединённая партия         | 13 975 | 64,67 | 18    |
| Партия национальной независимости    | 5 107  | 23,63 | 0     |
| Христианско-демократическая партия   | 2 514  | 11,63 | 0     |
| Независимые                          | 15     | 0,07  | 0     |
| Недействительных/пустых бюллетеней   | 422    | -     | -     |
| Всего                                | 21 611 | 100   | 18    |
| Зарегистрированных избирателей/ Явка | 27 414 | 80,4  | -     |